# Rue Velpeau (Paris)
Pour les articles homonymes, voir Rue Velpeau.
La rue Velpeau est une voie du 7e arrondissement de Paris, en France.

## Situation et accès
La rue Velpeau est une voie située dans le 7e arrondissement de Paris. Elle débute au 1, rue de Babylone et se termine rue de Sèvres.

## Origine du nom
Elle porte le nom du chirurgien français Alfred Armand Louis Marie Velpeau (1795-1867) en raison du voisinage de l'ancien hospice des Ménages, autrefois situé sur l'emplacement du square du Bon-Marché,.

## Historique
Cette rue est ouverte à la suite d'un arrêté du 26 août 1868 passé entre la Ville de Paris et l'Assistance publique sur l'emplacement de l'hospice des Petits Ménages et prend sa dénomination actuelle par un décret du 11 septembre 1869, avant d'être classée dans la voirie parisienne par un décret du 23 mars 1885.